# 世界鉄鋼協会
世界鉄鋼協会（せかいてっこうきょうかい、World Steel Association）は、鉄鋼業における国際的な業界団体である。本協会は約170の製鉄会社（世界の生産量上位10社中9社が加盟）、各国地域の鉄鋼業界団体、
鉄鋼に関する研究学会が加盟し、その会員で世界粗鋼生産量の85%を占める。本部をブリュッセル（ベルギー）に置き、第二事務所を北京市に置く。

## 歴史
- 1967年10月19日 - 国際鉄鋼連盟（International Iron and Steel Institute (IISI) ）として設立
- 2006年4月 - 北京市（中華人民共和国）に第二事務所を設立
- 2008年10月 - 世界鉄鋼協会（World Steel Association）に改称

## 現在（2021年 - 2022年）の主な役員
出典
- 会長：サジャン・ジンダル（Sajjan Jindal）（JSWスチール （英語版）代表取締役会長）
- 副会長：于勇（于勇) (河北鋼鉄集団董事長)
- 副会長： 崔正友 (Choi Jeong-Woo)（ポスコ最高経営責任者）
- 会計：マーク・ヴァセラ(ブルースコープ・スチール （英語版）CEO)
- 事務局長：エドウィン・バソン

## 歴代会長
- 2021年 - 2022年 ： サジャン・ジンダル（英語版）（JSWスチール 代表取締役会長）
- 2019年 - 2021年 ： 于勇（河北鋼鉄集団）
- 2018年 - 2019年 ： アンドレ・ヨハンピーター（英語版） (ジェルダウ副会長)
- 2017年 - 2018年 ： 進藤孝生 (新日鐵住金)
- 2016年 - 2017年 ： ジョン・フェリオラ（英語版））(ニューコア)
- 2014年 - 2016年 ： ウォルフガング・エダー（英語版）（フェストアルピーネ（英語版））
- 2013年 - 2014年 ： 鄭俊陽（朝鮮語版）（ポスコ）
- 2012年 - 2013年 ： アレクセイ・モルダショフ（英語版） (セヴェルスターリ)
- 2011年 - 2012年 ： 張曉剛（中国語版） （鞍山鋼鉄）
- 2010年 - 2011年 ： 馬田一 (JFEホールディングス)
- 2009年 - 2010年 ： パオロ・ロッカ（英語版） （テチント・グループ）
- 2008年 - 2009年 ： ラクシュミー・ミッタル （アルセロール・ミッタル)